# Diecéze Avellaneda-Lanús
Diecéze Avellaneda-Lanús je římskokatolická diecéze nacházející se v Argentině.

## Území
Zahrnuje území partidos Avellaneda a Lanús v Grande Buenos Aires.
Biskupským sídlem je město Avellaneda, kde se nachází hlavní chrám, katedrála Nanebevzetí Panny Marie.

## Historie
Dne 10. dubna 1961 byla bulou Cum regnum Dei papeže Jana XXIII. zřízena z části území arcidiecéze La Plata a diecéze Lomas de Zamora nová diecéze Avellaneda. Dne 2. března 1964 získala dekretem Concrediti Christifidelium Kongregace konzistoře část území z arcidiecéze La Plata.
Dne 5. května 1967 se stala sufragánou arcidiecéze Buenos Aires.
Dne 19. června 1976 byla část území včleněna do diecéze Quilmes.
Dne 24. dubna 2001 získala část území z  diecéze Lomas de Zamora a dekretem Celeris magnique Kongregace pro biskupy byla přejmenována na současný název.

## Seznam biskupů
- Emilio Antonio di Pasquo (1961–1962)
- Jerónimo José Podestá (1962–1967)
- Antonio Quarracino (1968–1985)
- Rubén Héctor di Monte (1986–2000)
- Rubén Oscar Frassia (2000–2020)
- Marcelo Julián Margni (od 2021)